# Les Netocrates

Les Netocrates est un livre publié en 2008. C'est un essai écrit par Alexander Bard et Jan Söderqvist originellement publié en suédois en 2000 sous le titre Nätokraterna puis publié en anglais en 2002 par Reuters/Pearsall sous le titre The New Power Elite et Life After Capitalism.
Le livre a été traduit après le dossier que Chronic'art lui a consacré à l'été 2007. 